# 미국의 연극

## 시기별 미국 연극

### 성장기
20세기 미국연극의 활력은 미국 연극을 지배해 오던 브로드웨이의 상업주의 연극에 반발하여 나온 젊고 실험적인 소극장들과 유진 오닐을 위시한 20년대의 높은 예술성을 지향하는 작가들에 의해서 나왔다. 1914년의 '워싱턴 스퀘어 플레이어즈'와 1916년의 '프로빈스타운 플레이어즈'는 새로운 연극운동을 주도한 선구자들이며, '프로빈스타운'을 통해 등장한 오닐은 그 후 20세기 최고의 미국 작가로 성장했다. 그는 처음 바다를 소재로 한 사실주의적인 단막극들로 출발하여 1920년부터 장막(長幕)을 쓰기 시작, 도합 40여 편의 희곡을 발표했는데, 그 동안 그의 '인간과 신(神)의 관계'에 대한 집요한 추구와 연극형식에 대한 다양하고 대담한 실험은 오늘의 미국연극을 형성하는 데 가장 중요한 공헌을 했다.
오닐과 더불어 등장한 시드니 하워드, 엘머 라이스, 맥스웰 앤더슨, 필립 배리, 로버트 셔우드, 새뮤얼 베어먼, 코프먼(George S.Kaufman, 1881-1961), 폴 그린 등은 여러 가지 재능을 갖고 선도적인 역할을 했다.
한편, 20년대는 브로드웨이에 극장 붐이 일어났고, 고든 크레이그와 아돌프 아피아의 개념이 무대를 개혁시켰으며 유럽의 연출자(자크 코포, 막스 라인하르트)와 극단(애비, 모스크바 예술극장)의 방문은 극계에 지대한 자극을 주었다. 당시 희곡의 일반적인 경향은 판에 박힌 유형적(類型的)인 인물만을 그려 오던 과거의 연극을 탈피, 성격 묘사에 심리적인 요소(특히 프로이트적인)를 도입한 것과 유럽의 표현주의파 작가의 소개로써 표현주의 운동(유진 오닐, 엘머 라이스)을 일으킨 것이었다.

### 팽창기
미국은 1930년대에, 1920년대의 호경기와는 반대로 경제공황에 부딪혀 전국에서 실업자가 속출하는 등 사회적으로 비참한 상황에 처하게 되었다. 이에 젊고 급진적인 작가들은 이러한 상황에 적극적으로 말려들어, 물질주의와 사회의 부정을 규탄하고 내일의 희망을 외치는 데 몰두했는데, 그들의 태도는 정치적이라기보다는 도덕적이었다. 좌경(左傾)작가와 극단의 등장은 한때 극계에 활기를 불어 넣어 주는 듯도 했었다. 그러나 대체로 이 시기의 젊은 작가들의 작품은 오데츠를 제외하면 희곡사에 남을 만한 작품이 거의 없다.
전 시대에 명성을 얻었던 선배 작가들은 현실을 인정하면서도 과거에 대한 향수를 버리지 못한 채 왕성한 작품활동을 했고, 사로얀, 헬먼, 스타인벡이 첫 희곡을 냈다.
1930년대에 활약한 그룹 시어터는 오데츠를 발견했고, 시드니 킹즐리, 존 하워드 로슨 등의 작품을 공연했기 때문만이 아니라 스타니슬랍스키 시스템을 도입함으로써 극계에 여러 가지로 영향을 미쳤다. 여기서 배출된 오손 웰스와 엘리아 카잔은 그 후 연극 영화 연출에서 대활약을 했다. 그리고 'F. T. P.'(Federal Theatre Project, 1935-39)는 연극인에게 일자리를 주기 위해 조직된 미국 최초의 정부지원 극단으로, 연극에 접하지 못한 많은 가난한 대중들에게 고전파 현대의 훌륭한 연극을 볼 수 있는 기회를 주었다.

### 전후의 미국연극
제2차 세계대전 동안 미국연극은 주로 가벼운 오락물이나 반(反)나치극 또는 애국심을 고취시키는 연극들이었다. 다만 이 시기에 등장한 손턴 와일더는 가장 독창적이고, 전혀 틀에 얽매이지 않는 작가로서, 상당한 논란을 야기시켰지만, 그의 작품은 미국 연극사에 영원히 남을 만한 가치를 지니고 있다.
1944년 이후 미국연극계는 오닐의 복귀로 활기를 띠기 시작, 그의 전후 작품들이 공연되었고, 그가 죽고 난 뒤에 공연된 <밤으로의 긴 여행>은 그의 최대걸작으로 평가되었다. 1944년 이후에 새로 등장한 두 명의 작가, 테너시 윌리엄스와 아서 밀러는 침체한 유럽 연극을 누르고 오히려 미국연극을 세계연극에 클로즈업시켰다. 윌리엄스는 남부를 배경으로 한 현실사회에서 좌절된 인간의 비극을 시적으로 그려갔는데, 특히 인물 묘사에 뛰어난 재능을 발휘했다. 밀러는 현대 물질문명 사회에서 '평범한 인간'이 겪어야 하는 비극을 통해 미국의 그릇된 가치와 물질문명의 실패를 고발했다.
그 밖에 50년대의 주목을 받은 작가로는 소시민의 좌절을 그린 윌리엄 인즈, 로버트 앤더슨, 맥컬러즈(Carson McCullers), 핸즈베리 등인데, 핸즈베리는 흑인의 가정을 다루는 데 탁월한 솜씨를 발휘했다.

### 새물결 속의 미국연극
60년대를 전후해서 '브로드웨이' 연극은 예술적으로나 경제적으로나 심리적으로 저조하기 이를데 없었다. 기성이건 신인이건 그들의 작품은 지루하고 피상적이며, 미국 사회의 병폐를 지적, 비평하는 것과는 거리가 멀었다. 제작비는 폭등하고, 그 결과 제작자는 예술과는 관계 없는 소위 '히트'할 작품만을 찾았다. 따라서, 외국의 전위작이나 재능있고 젊은 국내작가의 실험적인 작품은 전혀 외면당하고 말았다. 이러한 공백을 메우고 늦춰진 예술성을 되찾기 위해 50년대 말부터 '오프 브로드웨이(Off Broadway)'는 불가결한 보완적 역할과 평형추적 구실을 하기 시작했다.
'오프 브로드웨이'가 베케트·이오네스코·주네 등을 소개하고, 고전을 새로운 각도로 부활시킨 것도 중요하지만, 그보다도 중요한 것은 미국 연극에 뛰어난 역할을 담당할 독창적인 작가들과 극단들, 즉 올비, 겔버, 리처드슨(Jack Richardson, 1935- ), 르로이 존스, 시스게일 등과 베크 부부(Julian Beck, Judith Malina)의 리빙 시어터(Living Theatre), 오호간(Tom O'Horgan)의 라 마마극단(La Mama Experimental Theatre), 차이킨(Joseph Chaikin)의 오픈 시어터(Open Theatre), 셰크너(Richard Schechner)의 퍼포먼스 그룹(Peformance Group) 등을 키운 것이었다. 이 중에 올비, 르로이 존스, 시스게일 등은 브로드웨이로 진출했는데, 그로부터 '오프 브로드웨이'는 양쪽의 교량적인 역할을 넘어서서 준브로드웨이화해 감을 면치 못했고, 이에 반발하여 '오프 오프 브로드웨이'가 최근에 반전통, 반기성 혁명을 외치며 진클로드 반 이탤리, 샘 셰퍼드(Sam Shepard), 로첼 오언스(Rochelle Owens) 등을 출현시켰다. 한편, 뉴욕연극에 발랄한 신풍을 불어넣고 있는 사람은 프로듀서인 파프(Joseph Papp, 1921- )이다. 그는 '뉴욕 셰익스피어 페스티벌'(New York Shakespeare Festival)을 창설, 57년부터 해마다 '센트럴파크'에서 셰익스피어극을 무료로 공연, 절찬을 받을 뿐 아니라 그의 퍼블릭 시어터(Public Theatre)는 신인의 등용문(登龍門)으로, 72년 '뉴욕극 평가상'을 받은 밀러(Jason Miller), '토니상'을 받은 데이비드 레이브 등 많은 신인 작가들을 배출했다.

### 미국연극의 신시대
제2차 세계대전의 전시 태세로 들어가면서부터 프로듀서의 움직임이 있었을 뿐이다. 이러한 정세 밑에서 통제적인 정책이 이 세계에도 적용된 것은 아니지만, 세계 각지로 흩어져 장기체류하게 된 군인들에 대한 위문을 하였고, 미국의 문화활동을 세계에 침투시킨다는 뜻도 있고 해서, 연극 관계자들은 세계의 여러 나라, 여러 곳에서 연극행동을 체험할 기회를 얻을 수가 있었다.
전후의 한 시기는 엘리아 카잔, 아서 밀러 그리고 테네시 윌리엄스에 의해 이루어졌다. 이는 미국 연극의 정점이 되었을 뿐만 아니라, 문학면에 있어서도 이 세 작가의 활동 앞에서는 다른 소설가들이 숨을 쉬지 못할 정도였다. 1940년대에서 50년대에 걸쳐, 특히 60년대에 이르러서는 미국연극의 초점이 뮤지컬로 옮겨졌다고 볼 수 있다.

#### 미국의 뮤지컬
뮤지컬은 미국 연극이 낳은 산물이다. 그 전까지도 대사를 통해 연극을 파악해야 했으므로 선택된 관객을 필요로 했는데, 연극 그 자체를 일반 대중 속으로 파고 들어가게 한 뮤지컬의 공적은 매우 크다고 할 수 있다. 그리고 여기서 취급되는 기본적인 재료는 그 대부분이 과거의 희곡작품이었다. 즉 20년대나 30년대에 쓰여진 희곡작품이 뮤지컬 형식으로 재상연되는 것이다.
그 시초는 시어터 길드가 20년대에 프란초트 주연으로 상연한 린 리그스의 <짙은 녹색의 라일락>을 <오클라호마!>라는 작품으로 만들어 길드 자신이 프로듀서가 되어 상연한 데서 시작되었다. 여기서도 길드의 역할은 매우 중요성을 띠게 되는데, 미국의 연극 전체를 고려해서 그것을 행동으로 옮기는 데까지는 매우 신중한 검토를 필요로 하였다. 모르나르의 <릴리옴>이 <커라우젤>로 셰익스피어의 작품은 <키스 미 케이트>나 <웨스트 사이드 스토리>로 변하고, 버나드 쇼 작품은 어느 사이에 <마이 페어 레이디>로, 손턴 와일더의 작품은 <핼로 돌리>로, 그리고 오데츠, 릴리언 헬먼, 유진 오닐의 일련의 작품들은 다른 이름으로 둔갑하여 상연되었던 것이다. 즉 지난날의 무대극이 영화화된 것과 마찬가지 뜻에서 뮤지컬화(化)가 활발하게 이루어지고 있는 것이다. <마이 페어 레이디>의 상연 횟수는 2천 717회이다. 그러나 최고 기록을 남기고 있는 것은 전전·전후에 걸쳐 획기적인 장기흥행을 계속한 린제이와 클라우스의 가정 코미디 <아버지와의 생활>로서, 3천 224회로 되어 있다. 500회 이상의 공연기록을 세운 작품은 약 250개 정도이다.
세계의 장기흥행 기록을 보면, 현재도 계속되고 있는 런던의 <쥐덫>(아가사 크리스티 작품)으로, 1952년 초연 후 계속되고 있다. 그러나 연극의 상연 횟수로 보면 <햄릿>을 따를 수는 없다.

### APA와 미국연극의 현황
현재 미국에 있어 중요시되는 것은 전국에 흩어져 있는 각 대학에서 매년 천명 가까운 수의 연극과 졸업생들이 불타는 의욕을 가지고 배출되는 점이다. 이들은 이미 학생시대부터 브로드웨이는 비교가 되지 않을 정도의 좋은 극장을 갖고, 중앙의 직업배우들과도 교류를 가지며 실기를 익혀온 사람들이다. 고등학교 선생이 되는 자, 영화나 텔레비전계로 진출하는 자, 직업극단으로 들어가는 사람들도 많다. 그러나 그들이 진정으로 바라는 것은 중앙에서 이름을 떨칠 수 있는 배우, 그리고 기술자 또는 브로드웨이로 진출하는 일이다.
이러한 요망에 부응하기 위해서 마련된 조직이 바로 APA(Association of Producing Artists)로서, 오프 브로드웨이의 페닉스 시어터의 프로듀서인 T.E.함블톤과 노리스 호톤이 손을 잡고 중앙의 직업인과 대학을 연결시킨 것이다. 오늘날 'APA-Phoenix'라고 불리게 된 것은 1966년 브로드웨이의 한복판, 45번가의 라이삼 극장에 근거를 두고 공연을 시작한 후부터이다. 1주에 3일, 20년대의 작품인 조지 케리의 <자랑거리>가 미국 최대의 여자 배우 헬렌 헤이즈의 주연으로 상연되어 놀라운 호평을 얻었고, 그 낡았다고 생각되었던 작품이 오늘날 다시 부활되어 흥미를 끌고 있는 것은 이 극장의 질을 말해 주고 있는 것이다. 이러한 전국적인 활동을 지원하고 실행을 용이하게 해 주고 있는 것은 전미국연극협회(ANTA)와 배우조합의 조직이 있기 때문이라고 생각된다. 이러한 활동을 통해서 유능한 연출가인 엘리스 랩(Ellis Rabb) 등이 배출되었다.
영국의 경우 극계의 현황이 매우 활발하여 배우·연출가·작가가 점차 젊은 세대로 옮겨지고 있는 것은 대학출신자와 지방극단출신자를 중앙으로 연결시키는 조직이 있기 때문이며, 한편 이곳으로 정부자금이 투입되는데, 미국에서는 민간자금을 모아 이것이 실행에 옮겨지고, 특히 지방연극의 직업적 활동이 활발해지는 과도기에 있다고 할 수 있다. 미니애폴리스의 타이론 거들리극장, 워싱턴의 아레나 극장, 댈러스의 댈러스 시어터 센터, 시카고의 굿맨 메모리얼 시어터, 보스턴의 시어터 컴퍼니, 클리블랜드의 유클릿 77극장, 휴스턴의 알리 시어터, 로스앤젤레스의 센터 시어터 그룹, 프린스턴의 맥카터 시어터, 샌프란시스코의 아메리칸 콘서버토리 시어터, 시애틀의 시애틀 레퍼토리 시어터 등 시즌마다 많은 작품을 상연해 그 활동이 매우 현저한 여러 극장이 있으며, 한편 직업배우들의 연간 계약출연으로 레벨이 아주 높아지고 있다.

## 미국 현대극의 특징

### 브로드웨이 연극
오늘날 미국처럼 연극활동이 활발하게 이루어지고 있는 나라도 없다. 그러니만큼 미국의 연극은 개관적으로 파악하기도 매우 곤란한 일이어서 우선 그 중심지인 브로드웨이부터 살펴볼 필요가 있다. 한국의 연극을 말하려면 우선 서울의 현황을 살피면 되고, 영국의 연극은 런던을, 프랑스는 파리를 고려에 넣으면 그 대세(大勢)를 전하는 데 큰 실수는 없을 것이다.
그런데 미국의 연극을 생각할 경우는 무엇보다도 뉴욕의 연극 센터인 브로드웨이, 그것도 42번가 부근의 극장만을 논한다면 그것은 이미 부분적인 것에 불과하다. 1920년대의 최성기(最盛期)에는 약 100개에 가까운 극장이 있었고, 그 중 80개쯤이 매일 밤 흥행을 했다. 뮤지컬은 아직 그 초기단계에 있어서 수가 많지 않았기 때문에 대부분은 회화극(會話劇)이 상연되었는데, 그 이면에는 상연할 극의 내용에 가장 잘 어울리는 극장이 비는 때를 기다렸다가, 지방의 시연(試演)을 통하여 작품을 정리하고 연기를 세련시키는 프로덕션이 항상 대기하고 있었다. 따라서 브로드웨이를 이야기하는 것은 미국의 연극을 전하는 것이 되며, 이곳에서 상연되지 않으면 연극활동의 1급품으로 통용되지 않는다는 사실을 모두가 인정하고 있었다.
그런데, 1929년의 대공황의 결과이기도 하겠지만, 30년대의 프로퍼갠더적(的)연극이 사회적인 사정과 연결되어 왕성해졌고, 제2차 세계대전을 거쳐 세계가 자유를 되찾자 세계적인 인플레이션의 물결을 타고 브로드웨이의 땅값은 무척 비싸졌다. 1925년 이후 새로운 극장이 하나도 세워지지 못한 사실도 있고, 낡은 건물을 개장(改裝)은 했지만 스페이스가 늘지는 못했으며, 같은 극장의 임대료만이 몹시 올라, 이곳을 빌어서 하여야만 하는 브로드웨이의 연극활동은 그 채산을 맞추기가 매우 힘들었다.

### 미국연극의 장기흥행
풍부한 도구, 최소한의 인원, 그리고 매력적인 내용으로 관객들에게 충분한 만족을 줄 수 있는 희곡작품이란 그리 흔한 것이 아니다. 노동법상 1주 1회의 휴일이 배우업(俳優業)에 있어서는 절대 필요한 것이며, 그것이 이른바 장기흥행을 가능케 하고 있는 것인데, 토요일 외에 1일의 마티네(matinee)를 붙여 일요일을 쉬고, 1주 8회의 공연을 상식으로 하는, 스트레이트 플레이라고 불리는 회화극은, 수년 전만 해도 1백회 공연이 페이 라인으로 되어 있었다. 1천명을 표준으로 한 관객석을 가진 극장의 계산을 보면 10만명의 관객이 입장료를 지불하고 관람을 하느냐 하지 않느냐 하는 점에 그 프로덕션의 수지가 달려 있는 것이다. 그것이 뮤지컬 계통의 프로덕션이고 보면 그 페이 라인은 투자액 관계로 1년이라는 계산이 나오며, 그 이상 계속하지 못하면 그 공연은 마이너스라고 할 수 있다. 이러한 표준은 오늘날에는 통용되지 않으며 훨씬 초과되고 있다. 이상을 통해서 볼 때 미국의 연극은 한마디로 말해서 그 관객 동원수가 놀라운 것이다. 이러한 현상은 단체관객을 동원해 보아도 별 수 없으며, 결국은 그 내용으로 승부할 수밖에 없다. 최초의 공연으로 3년이건 4년이건 철저하게 장기흥행을 하는 경우가 있는데, 런던의 예를 보면, 세계 최고의 장기흥행은 12년 동안이나 계속하는 것도 있으며, 브로드웨이에서의 장기흥행 기록은 <아버지와의 생활>로서, 3천 224회의 기록을 세우고 있다.
결국 어느 만큼의 공간을 두었다가 재상연을 하는 것은 매력이 없으며, 최초의 첫날부터 관객들과 철저하게 승부를 하는 것이다. 이것은 상연 예정일이 미리 정해져 있는 일반적인 공연방법과는 아주 다른 것으로, 전혀 다른 입장에서 연극이 상연되고 있는 것이다.

### 오프 브로드웨이
오프 브로드웨이를 탄생케 한 것은 연극 현실의 엄격성을 말해 주고 있다. 미국에서는 소방법 기타에 의해 3백명 이하의 집회장은 극장법에 의하지 않고도 개설할 수 있어 매사가 아주 간단하게 처리된다. 호텔의 로비를 개수(改修)하여 연극을 할 수도 있고, 계단을 올라가 2층 홀에 의젓한 극장명을 내걸고 연극을 할 수도 있다. 뉴욕의 배우조합에 소속하고 있는 배우의 수는 항상 수천명에 이르고 있다. 자세한 숫자는 알 수 없으나 이상하게도 그 대부분은 실업배우(失業俳優)인 것이다. 이것은 프로덕션의 수가 줄어드는 반면 배우수는 늘어나며, 더욱이 그들의 대부분이 뉴욕을 가장 중요한 무대로 알고 있기 때문에 지방에는 가지 않는 것이다. 텔레비전 프로에 출연을 하며 연극무대에 설 기회를 노리는 것이다.
브로드웨이의 정확한 극장수를 알 수 없듯이 오프 브로드웨이의 극장수도 정확히 파악하기가 어렵다. 넘쳐흐르는 배우들 중에는 이름이 알려진 일류배우나 연출가도 많이 포함되어 있는데, 어떤 의도를 가지고, 즉 새로운 작품을 발굴하거나 외국극을 찾아 내거나 새로운 연출법을 시험해 보고 싶거나 하는 고전에서 전위에 이르기까지의 여러 가지 연극을 하는 장소가 오프 브로드웨이의 발전이라는 형태로 나타났으며, 또 그것이 실적을 올림에 따라 전체 미국 속에서 어떤 확고한 위치를 지니게 된 것이다.
역사적으로 보아 뉴욕이라는 곳은 식민시대부터 끝머리의 다운타운에서 차츰 진화되어 올라왔기 때문에 그때그때의 번화기를 남겨 놓았으며, 현재는 이미 잊혀진 간이극장이나 상설극장 등이 남아 있고, 1920년대의 연극 최성기에도 이들 극장이 활용된 일이 때때로 있었다.
유태인 거리의 그랜드 시어터라든가 그리니치 빌리지의 워싱턴 스퀘어 극장이라든가 14번가의 극장을 이용한 에바르 갈리엔느의 시빅 레퍼토리 극장 등은 연극사상 큰 발자취를 남겼다. 이보다도 마차를 개량한 프로빈스타운 플레이 하우스라고 하는 것은 오늘날의 호칭으로 말하면 마땅히 오프 브로드웨이에 해당된다. 바로 이곳에서 유진 오닐의 연극이 발생하고 미국의 신극(新劇)이 생겨난 것이며, 이 미국의 신극이 미국의 상업연극, 브로드웨이 연극의 기반이 되고 만 것이다. 이 전통연극이 브로드웨이의 통상작업이 되었고, 파생적으로 뮤지컬 등도 정착하게 되니 더욱 진보·전진을 요구하는 작가·배우·연출가가 실적을 만들어 내기 위해 오프 브로드웨이가 여러 형태로 활발해진 것이다. 그래서 이곳에서는 브로드웨이의 모방은 허용되지 않으며, 그것은 무의미한 것에 불과하다. 이와 함께 흑인의 천재적인 연극의 표현 능력도 잊을 수 없는 것이다. 노래와 동작과 목소리와 그 맛에 독특한 표현력을 갖는 흑인배우들은 오프 브로드웨이의 활발한 움직임으로 아주 적절한 곳을 얻는 셈이다. 그들 흑인들이 주네의 <흑인들>을 상연한 것은 이 작품을 세계 최고의 것으로 만든 계기가 되었다.
오프 브로드웨이가 브로드웨이를 지향하고 그것에의 등용문으로 변한 것에 대한 반발로서 1960년대 중반부터 활발해진 것이 오프 오프 브로드웨이의 연극이다. 오프 브로드웨이의 극장이 주로 그리니치 빌리지 서쪽에 산재하여 있는 데 반해 오프 오프 브로드웨이는 빌리지의 동쪽에 있다. 서쪽 빌리지가 오늘날에는 관광 코스가 되었고 상당히 속화하였으므로, 그곳에 살던 젊은 예술가들은 히피들과 함께 동쪽 빌리지로 이동하여 커피 하우스나 교회의 홀을 빌려서 무명들의 신인작품을 무명의 배우들이 상연하는 운동을 시작했다. 오프 오프 브로드웨이 연극에 공통되는 특징은 기성의 개념이나 질서에 대한 반발이며, 종래의 연극형식을 타파함으로써 새로운 연극의 창조를 목표로 하고 있다.

## 미국의 흑인연극
미국 연극의 초기에 있어서 흑인은 희극적 역할로 등장하는 데 지나지 않았다. 1830년대에 백인 코미디언 토머스 더트머스 라이스가 얼굴을 검게 칠하고 흑인들의 노래와 춤을 연기하는 '에티오피아 오페라'라고 이름붙인 예능을 고안해냈다. 백인 예능인에 의한 이런 종류의 연예가 발전하여서 니그로 민스트렐 쇼가 되었다. 니그로 민스트렐은 바이올린·밴조·캐스터네츠·탬버린을 사용하며, 익살스런 대사를 외고, 흑인의 노래와 춤, 촌극을 연기하는 쇼인데, 1850년에서 80년에 걸쳐 성행했다. 초기에는 백인이 흑인으로 분장하여 출연했으나 65년경부터 흑인들도 참가하게 되었다. <톰 아저씨의 오두막>(1852)과 같은 노예해방극, <그리피스 다베포오트 목사>(1899)와 같은 남북전쟁극은 흑인을 성실하게 다룬 최초의 연극이었다. 에드워드 쉘든의 <검둥이>(1910)는 현대사회에서의 흑인문제를 다룬 최초의 작품이다.
1910년 이후 버트 윌리엄스와 같은 특수한 재능을 가진 예능인이 개인적으로 지그펠드 포리즈의 뮤지컬에 출연한 적은 있으나 흑인·백인 혼합배역에 의해 뮤지컬이 상연된 것은 40년대 이후의 일이었다. 그 뒤 본격적인 연극에서도 흑인배우들이 인정받기 시작하여, <황제 존스>(1920)의 찰스 길빈, <녹색의 목장>(1930)의 리처드 해리슨, <흑인의 아들>(1941)의 캐너다 리, <오셀로>(1943)의 보올 로브슨, <위대한 백인의 희망>(1968)의 제임스 알 존스 등은 유명하다. 흑인극작가는 1959년 로런스 한즈베리의 <햇빛 속의 건포도>가 나오기까지는 브로드웨이에서 거의 성공하지 못했다. 60년대에 와서 첨예화한 인종문제의 폭풍 속에서 르로이 존스의 <더치맨>(1965), 제임스 볼드윈의 <찰리를 위한 블루스>(1964), <아멘 코너>등이 발표되었다. 마틴 듀버맨의 <백색의 아메리카에서>(1964)는 흑인 300년의 슬픔의 역사를 다큐멘터리 형식으로 그린 뮤지컬이다.

## 미국의 지방연극
넓은 미국대륙에는 각 지방에 각기 대학이 산재하고, 거기에는 연극의 실제적인 행동을 체험하고 연구하며 창조해 나가려는 연극과가 있다. 이것은 미국의 최대의 특질이라고 할 수 있다. 교과에 의존하는 것만이 아니라, 극장을 갖고 브로드웨이의 배우도 끼인 공연이 행해지는 경우도 가끔 있다. 전에 브로드웨이의 히트작은 제2, 제3의 멤버를 갖추어 지방 순회 공연이 행하여지고 있었는데, 현재는 각 도시가 문화적 생활에 대한 의욕으로 극장을 갖고 있어서, 자신들 중에서 연극하는 사람들이 뛰어나와, 지방극단적인 색채가 짙은 실제적 연극활동을 활발히 전개하고 있다. 커뮤니티 시어터라고 불리는 것이 바로 그것인데, 지방도시의 자금원조도 왕성하고, 각 도시에 새롭고 특색 있는 극장이 마련되었으며, 작가와 연출가와 배우를 독특한 방법으로 만들어 내는 곳이 많아지고 있다. 뉴욕의 브로드웨이를 흉내내는 것이 아니라, 독자적인 연극이념을 세워 독자적인 연극활동으로 유명해진 곳도 매우 많다. 이들 커뮤니티 시어터를 제외하고는 미국연극을 논할 수 없다는 것이 이 나라의 특질이며, 또 독자적인 생태라고 할 수 있다. 포드라든가 록펠러 재단은 이들 지방 문화활동에 대해 커다란 지원을 하고 있다. 설비에 대한 원조 등은 현저하며 가장 새로운 카드 시스템에 의한 조명효과의 조절설비, 즉 일단 장면 결정이 되면 적시(適時)에 조명변화가 이루어질 수 있는 자동장치의 설비를 지방 커뮤니티 시어터 속에서 발견할 수 있다.
또한 극장 그 자체를 프로세니엄 아치 속에서 끌어내어 오픈 스테이지라든가 원형극장의 실제화가 활발히 행하여져, 연극형태 그 자체의 개혁에 도전하고 있는 것도 이 지방연극이라고 할 수 있다. 이들 형태에 순응하여 새로운 욕구를 충족시킬 수 있는 작품의 창작 또한 시도되고 있다.

## 미국의 극단활동

### 미국연극과 조합
미국에서는 연극활동이 세부(細部)에 걸쳐 조합화되어, 장치가와 대도구(大道具) 제작, 운반인과 대도구계(大道具系), 의상, 소도구 등 모든 분야에 조합과 조합원과 조합 규정이 있어, 이에 대해서 전납예약금(全納豫約金)을 지급해야 하며, 배우가 교대로 소도구 등을 치우거나 하면 규약 위반으로 중대문제가 생기기도 한다. 작가·연출가·배우에게도 물론 조합이 있으며, 아무리 간편하게 싼 공연을 하려고 해도 뜻대로 되지 않는다.

### 미국연극의 프로듀서 시스템
현재 미국 연극활동의 주체는 프로듀서 시스템이며, 60년대 후반부터 지방의 극단활동과 함께 중앙의 브로드웨이 부근에서도 극단조직에 의한 연극활동, 그리고 레퍼토리 시스템에 의한 활동도 점차로 많아지고 있다. 프로듀서 시스템이란 하나의 연극흥행을 한 개인의 프로듀서의 책임 밑에 행하는 것으로, 상연 각본의 선정으로부터 극작가·연출가·배우 그 밖의 스탭을 계약할 뿐만 아니라 연습과 극장 사용비용을 책임지며, 선전광고와 표의 대리점과의 처리 등 일체의 일을 책임지는 시스템이다. 배우 결정에 이르기까지의 오디션도 행하며, 뮤지컬의 경우는 막대한 비용이 소요되므로 일단 만들어진 음악과 노래등을 클럽에서 공개하여 들려준 다음에, 그곳에 모인 투자 기능자들에게 돈을 출자하게 하는 교섭까지도 맡는다. 개장 전에 최저비용이 6만 달러는 있어야 한다는 흥행의 조직체는 아무래도 일종의 도박적인 성질을 띠기 쉬우므로 좋은 작품을 상연한다는 것은 정해져 있으나 그 좋다고 생각되는 작품의 질이 달라지는 것은 당연한 결과라고 할 수 있겠다.
프로듀서는 한 사람이 원칙인데, 물론 극작가의 모임인 'Playwrights Company'와 같은 조직체도 많다. 그러나 프로듀서가 해야 할 최대의 일은 어떻게 해서 질 좋고 신선하며 기호에 맞는 상연각본을 발굴하느냐 하는 데 있다. 사무실을 두고, 각본을 읽어 줄 사람들을 채용하여, 국내는 물론 에이전트나 작가의 대행기관에서 인쇄된 대본을 보내어 오면 이것을 검토할 뿐 아니라, 지방연극의 실체를 파악하여 뉴스의 실체를 잡고, 해외에도 눈길을 돌려, 국제전화를 쉴새 없이 활용하는 것이 프로듀서의 일상적인 일이다. 상연작품이 결정되면 연출가를 정하고 계약을 끝내어 실제활동으로 들어가게 되는 셈인데, 거기에는 일정한 약속과 계약의 형식이 있어, 대개 그 연극이 히트가 되어, 1년을 넘을 경우에는 재계약을 하도록 되어 있다. 하나의 시즌이 7월말쯤 해서 끝나기 때문에 캐스트가 그 무렵에 바뀌는 경우가 많으며, 9월부터는 새로운 시즌이 시작되어, 하계 상연이 있게 되면 대체로 출연자의 교체가 활발하게 이뤄진다.
유럽식 극단 조직에서는 1주일에 몇 개의 작품을 교대로 상연하며, 평이 좋은 작품은 남겨 두고, 또한 상연이 예정되어 있는 작품으로 공백을 메워 나가는 방법을 쓰고 있다. 그리고 한 시즌에 어떤 작품을 몇 개 상연할 것인가의 예정표를 만들고, 이 시즌에 출연할 배우도 미리 정해 놓고 시작하는 것이다. 그래서 극단조직에 있어서도 그 대부분의 사람은 1년 계약이며, 그 운영을 맡는 이사 이외에는 모두 이동되거나 재계약을 하게 되는 것이다.
현재 미국 최대의 프로듀서로 지목되는 사람은 데이빗 메리크인데, 그는 영국의 연극을 계속 브로드웨이로 수입하여서 대성공을 거두고 있기 때문에, 미국의 연극은 일종의 혼란 속에 빠져 있는 듯하다. 그의 요구로 그의 경력은 발표할 수 없게 되어 있기 때문에 확실한 데이터를 제시하기는 어렵다.

### 미국의 극단과 극장
미국의 극단조직은 지방의 커뮤니티 시어터로 시작하는데 그 역사는 오래 되었고, 세계에서 처음으로 대학 안에서의 실험연극이 1912년 하버드 대학의 베이커 교수의 '워크 숍 47'에서 행하여진 것에 자극되어, 유진 오닐과 같은 작가가 나와 소극장 운동이 전개되었다.
- 프로빈스타운 플레이어즈
- 워싱턴 스퀘어 플레이어즈(시어터 길드)
- 그룹 시어터
- 리빙 시어터
- 링컨 센터
- 액터스 스튜디오

## 미국 연극의 배우
미국의 배우는 특질을 갖고 있으나, 엄청나게 뛰어났다고 생각되는 배우는 없다. 그것은 수준이 고르다는 반증도 된다. 또한 프로듀서 시스템의 활동이 활발하고 장기흥행이 이루어지는 여건 밑에 있기 때문에 배우가 다각적인 배우술을 익혀야 하며, 유럽의 레퍼토리 시스템에 의한 극단행동과 같은 기회를 얻기가 힘들어 좀처럼 개인적이고 두드러진 연기를 보일 수가 없는 것이 그 원인이기도 하다.
어떤 프로덕션에 출연 기회를 얻어, 다행히 그 배역을 맡게 되고, 게다가 그 공연이 히트하여 장기흥행에 들어가게 되면, 그 배우는 배역된 역만을 계속해야 한다. 아무리 유망한 배우라 해도 한 공연에서 3-4마디의 대사를 말하는 역을 맡는다면 생활에 곤란을 받지는 않는다 해도, 배우로서의 생활에는 일종의 갭이 생길 수밖에 없음은 당연한 일이다.